# 电话铃声
电话铃声（又稱手機鈴聲）是电话向电话接受方所发出的声音，提示有拨入的电话。最早的电话铃声是单调的长音，后来出现了各种特殊的音效。手机问世后，电话铃声可以更加个性化，可通过下载等方式添加音乐、歌曲等作为铃声。

## 日本
在日本方面手機鈴聲又分為「（手機旋律鈴聲）」、「（手機歌曲鈴聲）」、「（手機全曲鈴聲）」。